# Stadsbrand van Enschede (1862)
De Stadsbrand Enschede 1862 brak op 7 mei 1862 uit in een woonhuis aan de Kalanderstraat in Enschede. Het huis was van hout, het had al weken niet geregend, er stond een straffe oostenwind en de stad hing nog vol met versieringen en erebogen voor het bezoek van koning Willem III zes dagen eerder. Het vuur verspreidde zich dus bliksemsnel en blussen was een onbegonnen zaak.
De gevolgen van de brand waren catastrofaal: de hele historische binnenstad binnen de grachten werd verwoest. Het stadhuis, het ziekenhuis, de Hervormde en de rooms-katholieke kerk en fabrieken gingen verloren. 650 gezinnen werden dakloos. Enschede telde in die tijd circa 4000 inwoners. Er vielen twee doden.
Tijdgenoten verhalen dat de ontstane verwarring met geen pen te beschrijven was: "Wat gepakt was verbrandde op de wagens en de bruggen in de stad waren ook door de vlammen onbruikbaar geworden... Nog nooit hebben wij eene dusdanige verwoesting aanschouwd”, zo beschreef een tijdgenote de onheilsplek.

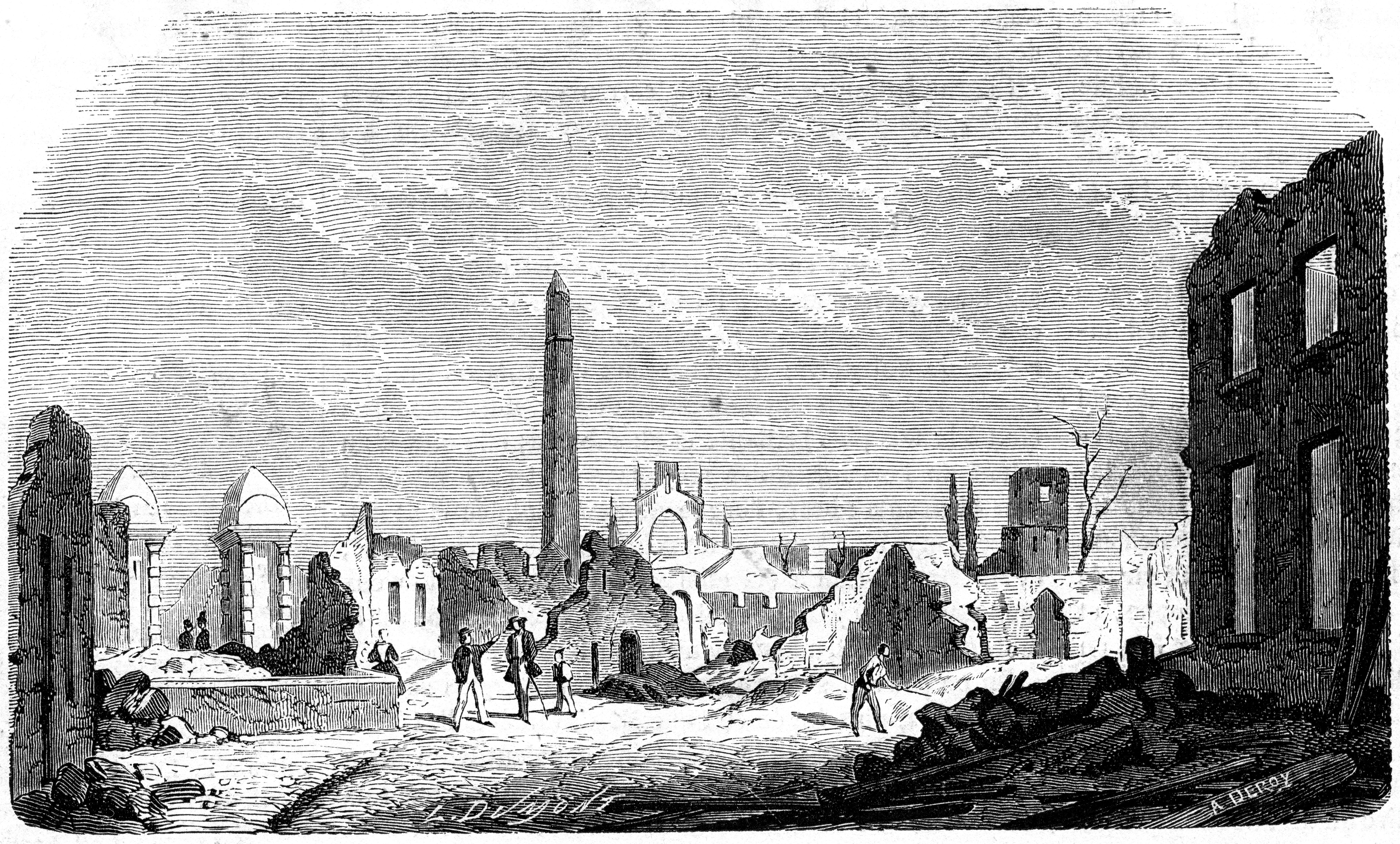
De stadsbrand van Enschede in L'Illustration, mei 1862
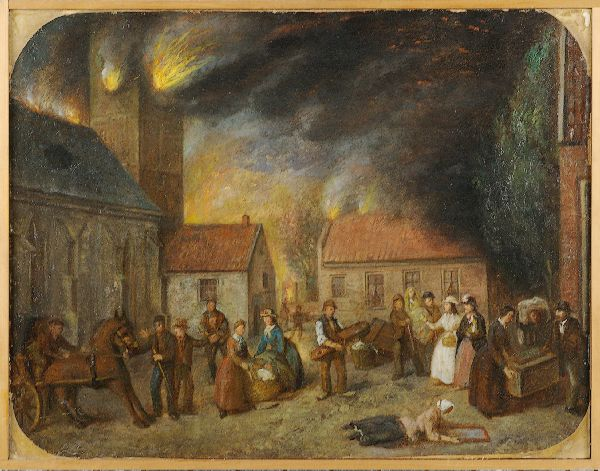
Schilderij van L.J. Bruna
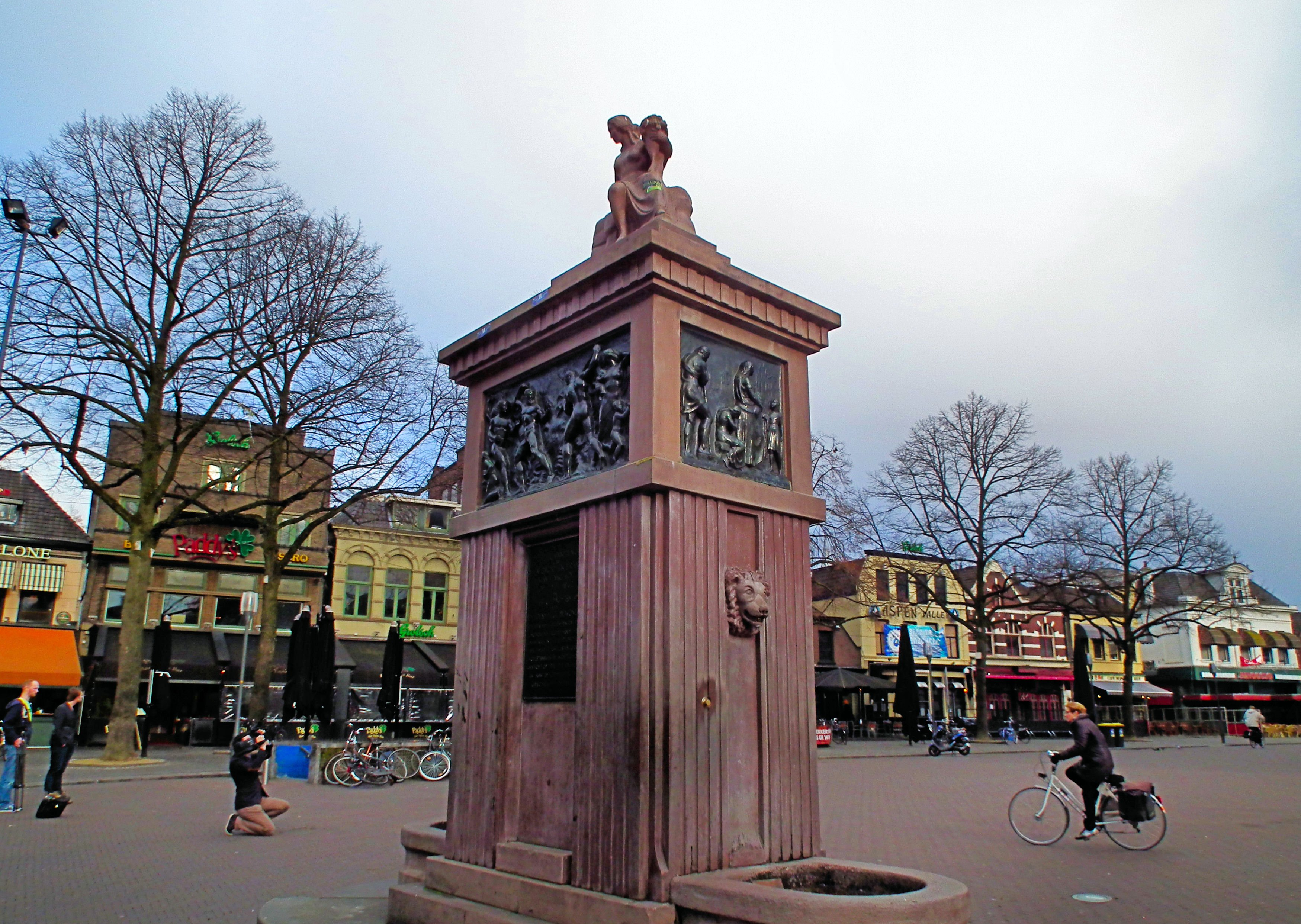
Monument ter herdenking van de brand, uit 1912

De Twentsche Courant vermeldde weken later: “Eene zwarte rookzuil, waarin de vlammen speelden, hief zich intusschen op van de reeds brandende gebouwen, en werd door den wind wiens kracht zich plotseling verhief, in noordwestelijke rigting, naar de stad heen gedreven. In die zuil, die zwart als de nacht zich steeds breeder uitzette, huisde de geest des verderfs.” Honderden Enschedeërs vluchtten in grote paniek. Het kwam tot een enorm gedrang bij de enige uitgangen die de stad toen kende, de Eschpoort en de Veldpoort. Met paard en wagen en hondenkar probeerde men de brandende stad te ontvluchten.
De brand was zichtbaar tot ver in de omtrek. Bijvoorbeeld 10 km verderop in Oldenzaal was het om drie uur 's middag duister en de sterke zuidelijke wind zorgde ervoor dat zelfs daar nog papieren neer dwarrelden: “brieven en charters vlogen door de lucht”. Bewoners uit omliggende steden stroomden toe om bij deze ramp te helpen. Er werden tenten opgeslagen en dakloos geworden gezinnen werden opgenomen bij boeren tot ver in de omtrek.
Na de brand werd snel een begin gemaakt met de wederopbouw. De grachten zijn na de brand in de stad gedempt. Bij de fabrieken buiten de grachten, die gespaard waren gebleven, werden complete wijken met kleine arbeiderswoningen uit de grond gestampt. Zo ontstonden al snel de (later beruchte) buurten Sebastopol en De Krim. Aan de hoofdstraten in het centrum was nu ruimte voor statige herenhuizen.